# Orly Ramos
O Orly Ramos é um bairro do distrito de Fundão, no município brasileiro de Fundão, estado do Espírito Santo.
Foi criado pela lei municipal nº 323/2005:
| “ | Fica determinada [sic] as novas confrontações do Bairro Orly Ramos a área que fica encravada a margem [sic] do rio Fundão com início na linha férrea até o limite com a área rural Sítio Boa Vista. | ” |